# Ansonia spinulifer
Ansonia spinulifer là một loài cóc thuộc họ Bufonidae.
Loài này có ở Indonesia, Malaysia, và có thể cả Brunei.
Môi trường sống tự nhiên của chúng là rừng ẩm vùng đất thấp nhiệt đới hoặc cận nhiệt đới và sông ngòi.
Chúng hiện đang bị đe dọa vì mất nơi sống.